# 경포로
경포로(Gyeongpo-ro)는 대한민국 강원특별자치도 강릉시 지변동에서 강문동까지 연결하는 도로이다.

## 노선 경로
| 이름             | 접속노선                | 소재지 | 비고 |
| ---------------- | ----------------------- | ------ | ---- |
| 삼거리 명칭 미상 | 죽헌길                  | 지변동 |      |
| 지변육교         | 국도 제7호선 (동해대로) | 지변동 |      |
| 삼거리 명칭 미상 | 하슬라로                | 지변동 |      |
| 삼거리 명칭 미상 | 솔올로                  | 지변동 |      |
| 삼거리 명칭 미상 | 원대로                  | 교동   |      |
| 경포사거리       | 율곡로                  | 교동   |      |
| 운정삼거리       | 운정길                  | 운정동 |      |
| 사거리 명칭 미상 | 해안로                  | 안현동 |      |
| 삼거리 명칭 미상 | 창해로                  | 강문동 |      |